# Stefan Dragutin
Stefan Dragutin, född 1244, död 1316, var Serbiens regent från 1276 till 1281.